# Камењичани
Камењичани (слч. Kameničany) насељено је мјесто са административним статусом сеоске општине (слч. obec) у округу Илава, у Тренчинском крају, Словачка Република.

## Становништво
| Година:    | 1994. | 2004.   | 2014.    | 2024.   |
| ---------- | ----- | ------- | -------- | ------- |
| Број људи: | 445   | 466     | 540      | 550     |
| Разлика:   |       | +4,71 % | +15,87 % | +1,85 % |

| Година:    | 2023. | 2024.   |
| ---------- | ----- | ------- |
| Број људи: | 551   | 550     |
| Разлика:   |       | -0,18 % |

Према подацима о броју становника из 2023. године насеље је имало 551 становника.